# Heteromycophaga tremellicola
Heteromycophaga tremellicola är en svampart som beskrevs av P. Roberts 1998. Heteromycophaga tremellicola ingår i släktet Heteromycophaga, klassen Tremellomycetes, divisionen basidiesvampar och riket svampar.   Inga underarter finns listade i Catalogue of Life.